# James Mooney
James Mooney (* 10. Februar 1861 in Richmond (Indiana); † 22. Dezember 1921 in Washington, D.C.) war ein amerikanischer Anthropologe, der mehrere Jahre unter den Cherokee, einem nordamerikanischen Indianerstamm, lebte.
James Mooney war ein Sohn irischer Einwanderer. John Wesley Powell, der Direktor des 1879 gegründeten Bureau of American Ethnology (BAE) (Behörde für amerikanische Ethnologie) an der Smithsonian Institution in Washington, D.C. stellte ihn 1885 ein. 
Ein Klassiker der Anthropologie ist seine ethnographische Studie The Ghost-Dance Religion and the Sioux Outbreak of 1890 über den Geistertanz, eine unter verschiedenen Gruppen von nordamerikanischen Indianern verbreitete religiöse Bewegung, die 1890 mit einer blutigen Konfrontation mit der United States Army bei Wounded Knee (South Dakota) endete.
Mooney betrieb Feldforschung bei den Östlichen Cherokee, Cheyenne und Kiowa und hat sich ausführlich mit den Geheimnissen der Schamanen und den Mythen der Indianer beschäftigt, insbesondere der Cherokee.
Auch am Handbook of American Indians North of Mexico (BAE Bulletin 30, 1907 and 1910) von Frederick W. Hodge arbeitete er mit. 

## Schriften
- Myths of the Cherokees (1888)
- Sacred Formulas of the Cherokees (1891)
- Siouan Tribes of the East (1894)
- The Messiah Religion and the Ghost Dance; Calendar History of the Kiowa Indians (1898)
- The Ghost-Dance Religion and the Sioux Outbreak of 1890 (1896)
- Calendar History of the Kiowa Indians
- The Cheyenne Indians (1907)
- Indian missions north of Mexico
- Linguistic families of Indian tribes north of Mexico

## Bibliographie
- James Mooney: The Ghost-Dance Religion and the Sioux Outbreak of 1890. Washington 1896
- James Mooney: The Siouan Tribes of the East. Washington: United States Government Printing Office, 1894
- James Mooney (Frans M. Olbrechts, Hrsg.): The Swimmer Manuscript: Cherokee Sacred Formulas and Medicinal Prescriptions. Bureau of American Ethnology, Bulletin, Nr. 99, Washington, D.C.: Gov. Print. Off., 1932
- (George Ellison, Hg.) James Mooney's History, Myths, and Sacred Formulas of the Cherokees: containing the full texts of Myths of the Cherokee (1900) and The sacred formulas of the Cherokees (1891) as published by the Bureau of American Ethnology. With a new biographical introduction, James Mooney and the eastern Cherokees, by George Ellison. Asheville, NC : Historical Images, 1992

## Deutsche Übersetzungen
- James Mooney (Hg.): Die Mythen der Cherokee. ISBN 3-88468-051-X (Entstehungsmythen, Tierfabeln, Wundergeschichten, historische Überlieferungen u. v. m.)